# Scaptia stictica
Scaptia stictica är en tvåvingeart som beskrevs av Wilkerson och Coscaron 1984. Scaptia stictica ingår i släktet Scaptia och familjen bromsar. Inga underarter finns listade i Catalogue of Life.